# Wojciech Świątkiewicz

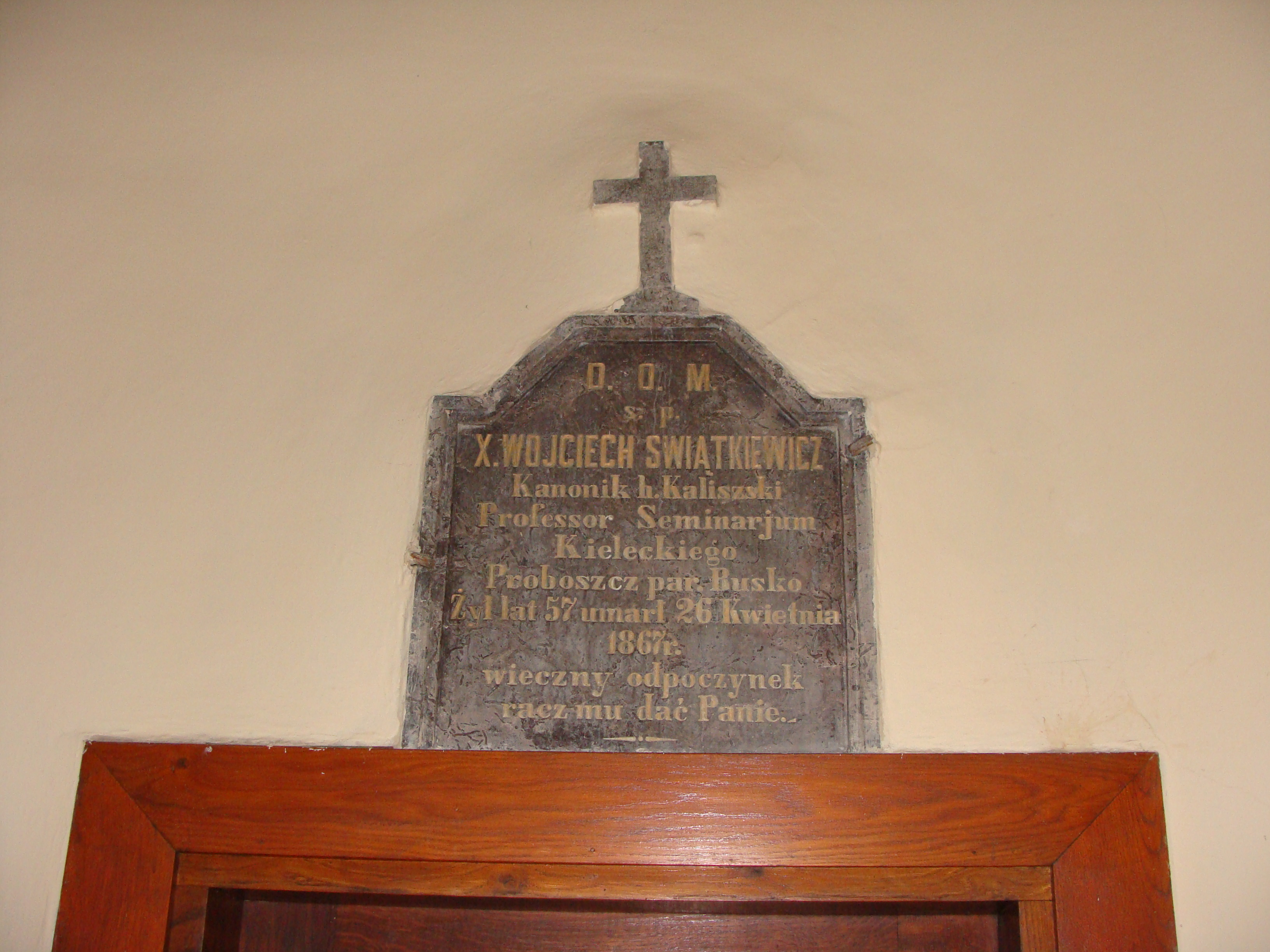
Tablica marmurowa w kościele w Busku poświęcona księdzu Wojciechowi Świątkiewiczowi

Wojciech Świątkiewicz (ur. 1812, zm. 1867) – polski ksiądz katolicki, profesor seminarium duchownego w Kielcach, proboszcz parafii rzymskokatolickiej w Busku-Zdroju.

## Życiorys
Urodził się 2 kwietnia 1812 w Sitkach parafii Tarczek, gdzie jego rodzice Jan Świątkiewicz i Franciszka zd. Rzankowska, mieszczanie z Bodzentyna, posiadali młyn. Wykształcenie zdobywał w szkołach w Wąchocku i Pińczowie, oraz w seminarium w Kielcach. W 1844 został proboszczem w Busku. Zaangażowany w akcję spiskową ks. Piotra Ściegiennego, ale według zeznań złożonych przez Ściegiennego w czasie przesłuchania, przeciwny udziałowi księży w spisku. Uwięziony przez Rosjan, jednak po przesłuchaniu zwolniony.
Zmarł 26 kwietnia 1867 w Busku-Zdroju. W kościele parafialnym w jedną ze ścian wmurowana został tablica marmurowa poświęcona ks. Wojciechowi Świątkiewiczowi, na której umieszczono napis, cyt: "D.O.M. sp X. WOJCIECH ŚWIĄTKIEWICZ Kanonik h. Kaliszski Profesor Seminarjum Kieleckiego Proboszcz par. Busko Żył lat 57 umarł 26 Kwietnia 1867 r. wieczny odpoczynek racz mu dać Panie”.